# Golden Cove
Skylake (serveurs 4S et 8S, 14 nm)

Sunny Cove (serveurs 1S et 2S, 10 nm)

Willow Cove (PC portables, 10 nm)

Cypress Cove (PC de bureau, 14 nm) Raptor Cove
Golden Cove est le nom de code d'une microarchitecture de processeur développée par Intel et publiée en novembre 2021. Elle succède à quatre microarchitectures : Skylake, Sunny Cove, Willow Cove et Cypress Cove,,. Elle est fabriquée à l’aide du nœud de procédé Intel 7 d’Intel, précédemment appelé 10 nm Enhanced SuperFin (10ESF).
La microarchitecture est utilisée dans les cœurs haute performance (P-core) des processeurs Intel Core de 12e génération (nom de code « Alder Lake ») et des processeurs de serveur Xeon Scalable de 4e génération (nom de code « Sapphire Rapids »),.

## Historique et caractéristiques
Intel a dévoilé Golden Cove pour la première fois lors de son Architecture Day 2020, avec plus de détails publiés lors du même événement en août 2021. Semblable à Skylake, Golden Cove a été décrit par Intel comme une mise à jour majeure de la microarchitecture de base, Intel déclarant qu’il « permettrait des performances pour la prochaine décennie de calcul ». Intel a également décrit Golden Cove comme la plus importante mise à niveau microarchitecturale de la famille Core depuis une décennie, vantant une augmentation de 19 % des instructions par cycle (IPC) par rapport à Cypress Cove. Lors de l’événement de 2021, Intel a révélé que les architectures Gracemont et Golden Cove seraient toutes deux regroupées dans une architecture hybride dans ses processeurs Alder Lake pour ordinateurs de bureau et ordinateurs portables. Il a été décrit comme « le successeur de la microarchitecture Sunny Cove 10 nm d’Intel ». Il a également été annoncé que les cœurs Golden Cove prendraient en charge l’hyper-threading, qui permet à deux threads de fonctionner sur un seul cœur. Les « P-cores » basés sur Golden Cove sont synonymes de « performance », tandis que les « E-cores » basés sur Gracemont sont synonymes d'« efficacité ».
En août 2021, Intel a déclaré que la conception de Golden Cove avait suivi celles « du coeur Willow Cove dans Tiger Lake, du coeur Sunny Cove dans Ice Lake et du coeur dérivé de Cypress Cove dans Rocket Lake ».
Succédant à Willow Cove, en 2021, Golden Cove a été décrit comme étant en concurrence avec les processeurs basés sur Zen 3 et Zen 4 d’AMD. Golden Cove est basé sur le nœud Enhanced SuperFin 10 nm d’Intel, qui a ensuite été renommé Intel 7. Lors de la modification de Willow Cove, écrit Hardware Times, Intel a annoncé en 2021 que Golden Cove et Gracemont « ont élargi le back-end et le front-end, amélioré les capacités d’exécution dans le désordre (OoO) et se sont davantage concentrés sur l’efficacité énergétique et les performances dans le monde réel ».
En janvier 2022, TechRadar a noté que les prochains processeurs Intel Alder Lake-P, des variantes pour PC portables d’Alder Lake avec Golden Cove, pourraient éventuellement utiliser jusqu’à « six cœurs Golden Cove avec 12 threads aux côtés de huit cœurs Gracemont avec huit threads », notant que d’autres permutations étaient également possibles. En avril 2022, il a été signalé que Raptor Lake, un « rafraîchissement » d'Alder Lake, pourrait utiliser les coeurs Golden Cove et Gracemont. Il a également été signalé en avril 2022 que Sapphire Rapids utiliserait des coeurs Golden Cove.

## Raptor Cove
Golden Cove Redwood Cove
Raptor Cove, sorti le 20 octobre 2022 avec les processeurs Raptor Lake, est une actualisation de la microarchitecture Golden Cove avec les modifications suivantes :
- Fréquence boost jusqu’à 6,2 GHz.
- 2 Mo de cache L2, contre 1,25 Mo sur la variante pour PC de bureau grand public de Golden Cove. La variante serveur du précédent cœur Golden Cove disposait déjà de 2 Mo de cache L2 par cœur.
- Nouvel algorithme de préchargement du cache (en) dynamique.

Raptor Cove est également utilisé dans les processeurs de serveurs Emerald Rapids.
Étant donné que Raptor Cove est fondamentalement identique à Golden Cove, les modèles Core de 13e génération sont livrés avec le stepping B0 et utilisent exclusivement Raptor Cove tandis que d’autres avec des steppings différents (tels que C0, H0, J0 et Q0) utilisent toujours Golden Cove. Notamment, certains modèles qui sont fournis avec plusieurs steppings (tels que les i5-13400F et i7-13700HX) utilisent une microarchitecture différente mais ils se vendent en même temps.